# T.R.Y.
『T.R.Y.』（トライ）は、井上尚登のベストセラー小説。またそれを原作とする2003年に公開された日本映画。

## 概要
第19回横溝正史ミステリ大賞を受賞しベストセラーとなった（角川文庫刊）。映画は日、中、韓三国の俳優共演による合作映画。興行収入は11.5億円。

## 映画

### キャスト
- 伊沢修：織田裕二
- 喜春：黒木瞳
- 関飛虎：邵兵
- パク・チャンイク：孫暢敏
- 丁愛鈴：楊若兮
- 肖丁：ピーター・ホー
- 東謙介：今井雅之
- 愛新覚羅載寧、張士清：松岡俊介
- 向島：金山一彦
- 陳思平：市原隼人
- 波多野：松重豊
- 山縣有朋：丹波哲郎
- 神崎重之介：石橋蓮司
- 三矢：伊武雅刀
- 汪沢田：夏八木勲
- 東正信：渡辺謙

### スタッフ
- 監督：大森一樹
- 脚本：成島出
- 企画：坂上順、永田洋子、亀山千広
- プロデューサー：天野和人、野村敏哉
- 撮影：加藤雄大
- 美術：稲垣尚夫、竹内公一
- 照明：大久保武志
- 装飾：湯沢幸夫、大庭信正
- 整音：瀬川徹夫
- 録音：藤丸和徳
- 編集：池田美代子
- キャスティング：福岡康裕
- 特撮監督：佛田洋（特撮研究所）
- 助監督：宮村敏正
- 製作担当：木次谷良助
- 製作協力：東映東京撮影所、中国電影合作制片公司、中国上海電影集団公司
- 総監制：朱永徳
- 監制：卓伍
- 制片人：仲崢
- 製作会社：「T．R．Y．」パートナーズ（東映、角川書店、フジテレビ、電通、アイ・エヌ・ピー、SIDUS HQ）